# Norristown
Norristown är en kommun i Montgomery County i delstaten Pennsylvania, USA. Vid folkräkningen år 2000 bodde 31 282 personer på orten. Den har enligt United States Census Bureau en area på totalt 9,1 km², allt är land. Norristown är administrativ huvudort (county seat) i Montgomery County. 